# Løkken Verk
Løkken Verk este o localitate din comuna Meldal, provincia Sør-Trøndelag, Norvegia, cu o suprafață de 1,56 km² și o populație de 1.320 locuitori (2013).